# The Angels Take Manhattan
"The Angels Take Manhattan" (intitulado "Os Anjos Dominam Manhattan" no Brasil) é o quinto episódio da sétima temporada da série de ficção científica britânica Doctor Who, transmitido originalmente através da BBC One em 29 de setembro de 2012. Foi escrito pelo showrunner Steven Moffat e dirigido por Nick Hurran. É o último episódio da primeira parte da temporada e é seguido pelo especial de Natal de 2012 "The Snowmen".
No episódio, o alienígena viajante do tempo conhecido como o Doutor (Matt Smith) leva seus acompanhantes, o casal Amy Pond (Karen Gillan) e Rory Williams (Arthur Darvill), ao Central Park em Nova Iorque. Quando Rory vai tomar café, os Weeping Angels o enviam de volta a 1938, onde ele se reencontra com River Song (Alex Kingston), filha dele e Amy. Amy e o Doutor tentam resgatá-lo, mas ele percebe que o futuro deles é inevitável e os dois devem deixá-lo para sempre. Gillan e Darvill deixaram a série após este episódio.
A saída de Amy da série foi um acordo entre Gillan e Moffat. O roteirista escreveu vários finais e situações para o casal, eventualmente decidindo incorporar os Weeping Angels. Apesar de ser o último episódio de Amy e Rory, não foi o último que Gillan e Darvill filmaram. A produção ocorreu em abril de 2012, com as gravações ocorrendo no País de Gales e uma pequena equipe filmando no Central Park nos Estados Unidos. "The Angels Take Manhattan" foi assistido por 7,82 milhões de espectadores no Reino Unido e recebeu críticas positivas, embora os revisores tenham notado alguns buracos na trama e outros problemas lógicos.

## Enredo

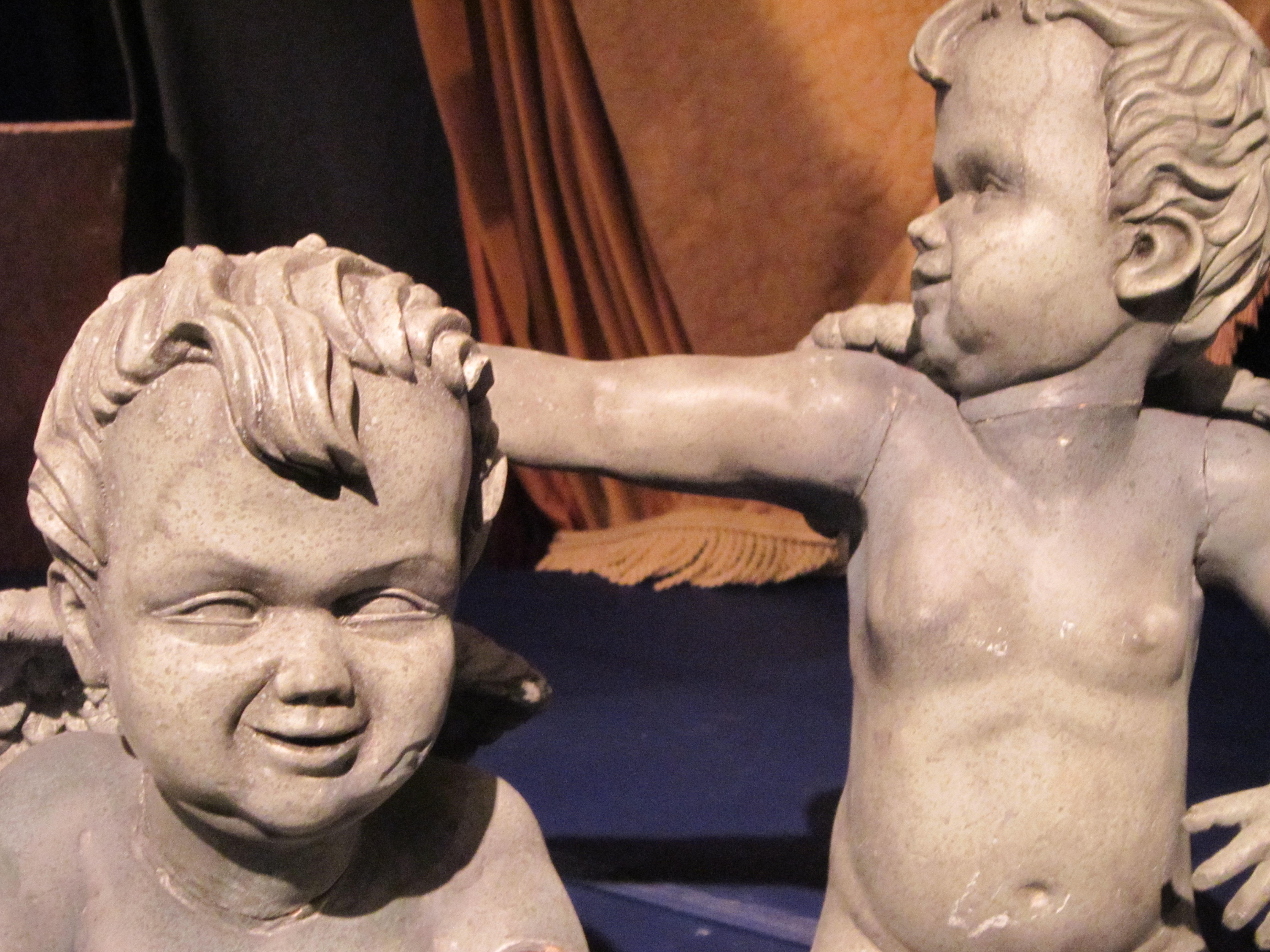
Os Anjos querubins vistos no episódio, em exposição na Doctor Who Experience

Em 2012, o Doutor, Amy e Rory fazem um piquenique no Central Park. Enquanto ele lê um romance sobre uma detetive dos anos 1930 chamada Melody Malone, Rory é enviado para 1938 por um Weeping Angel querubim e encontra River Song, que escreveu o romance sob um pseudônimo. O Doutor e Amy encontram uma passagem com Rory no livro e tentam ir até 1938 com a TARDIS, que tem dificuldades de chegar lá.
O colecionador de Weeping Angels, Grayle, captura River e Rory. Ele tranca o primeiro em um porão com vários querubins e faz um dos monstros agarrar River pelo pulso enquanto a interroga. Ela consegue usar seu manipulador de vórtice para permitir que a TARDIS chegue à cidade. Amy, sabendo que River escreveu o livro para ajudá-los, o usa para procurar Rory. River quebra o pulso para se libertar enquanto Amy encontra o porão vazio e o Doutor localiza Rory em um prédio residencial próximo.
Rory entra em um apartamento com uma versão idosa de si mesmo na cama, que morre sem ter visto Amy por muitos anos. O Doutor deduz que os Weeping Angels têm usado o prédio como uma fazenda, enviando as vítimas para o passado enquanto se alimentam de sua energia temporal. Rory e Amy se recusam a aceitar seu destino e fogem para o telhado e pulam dele, criando um paradoxo que destrói o prédio e os Weeping Angels.
O Doutor, River, Amy e Rory se encontram perto da TARDIS em um cemitério em 2012, quando Rory avista uma lápide com seu nome. Ele é então enviado ao passado por um Weeping Angel que sobreviveu e o Doutor não consegue voltar para buscá-lo devido ao paradoxo. Apesar dele insistir para que ela não o faça, Amy se permite ser tocada pela criatura na esperança de estar com Rory. Seu nome então aparece junto com o de Rory na lápide.
River se recusa a viajar com o Doutor, mas insiste que ele não deve viajar sozinho e tenta animá-lo dizendo que pedirá a Amy para escrever um posfácio no romance. O Doutor recupera a última página do livro que ele havia arrancado antes, onde Amy escreveu para ele, encorajando-o a não viajar sozinho. Como um pedido final dela, o Doutor volta ao seu jardim em 1996, na manhã seguinte à jovem Amelia Pond ter esperado por ele, para contar a ela sobre suas aventuras futuras.

## Produção
Em dezembro de 2011, o showrunner de Doctor Who, Steven Moffat, anunciou que Amy e Rory sairiam na sétima temporada  em circunstâncias "de partir o coração". A saída de Amy foi uma decisão mútua entre Moffat e a atriz Karen Gillan. Ela afirmou que queria sair "no topo, quando a personagem estiver no seu melhor" e com "tudo o que ela quiser". A atriz queria que sua personagem tivesse um final definitivo e descartou retornar à série no futuro, pois achou que isso tiraria o impacto de sua cena final. Moffat afirmou que sentiu "uma tremenda pressão" ao escrever o final de Amy e Rory. Mais tarde, ele revelou que "mudou completamente" o final enquanto o escrevia, acreditando que a ênfase estava errada. Durante as reescritas, Moffat teve dúvidas ao decidir se Amy e Rory deveriam viver ou morrer. Ele finalmente decidiu que a morte complementaria a história envolvendo a caracterização "velha, sentimental" e "perigosa" do Doutor. Em certo ponto, ele considerou fazer a história envolver os Daleks,  mas sentiu que os Weeping Angels "se encaixavam melhor". Moffat também estava interessado em criar uma nova forma para os anjos, então introduziu os querubins. Ele também disse que desde que os monstros estrearam em "Blink", os fãs sugeriram que a Estátua da Liberdade poderia ser um Weeping Angel.

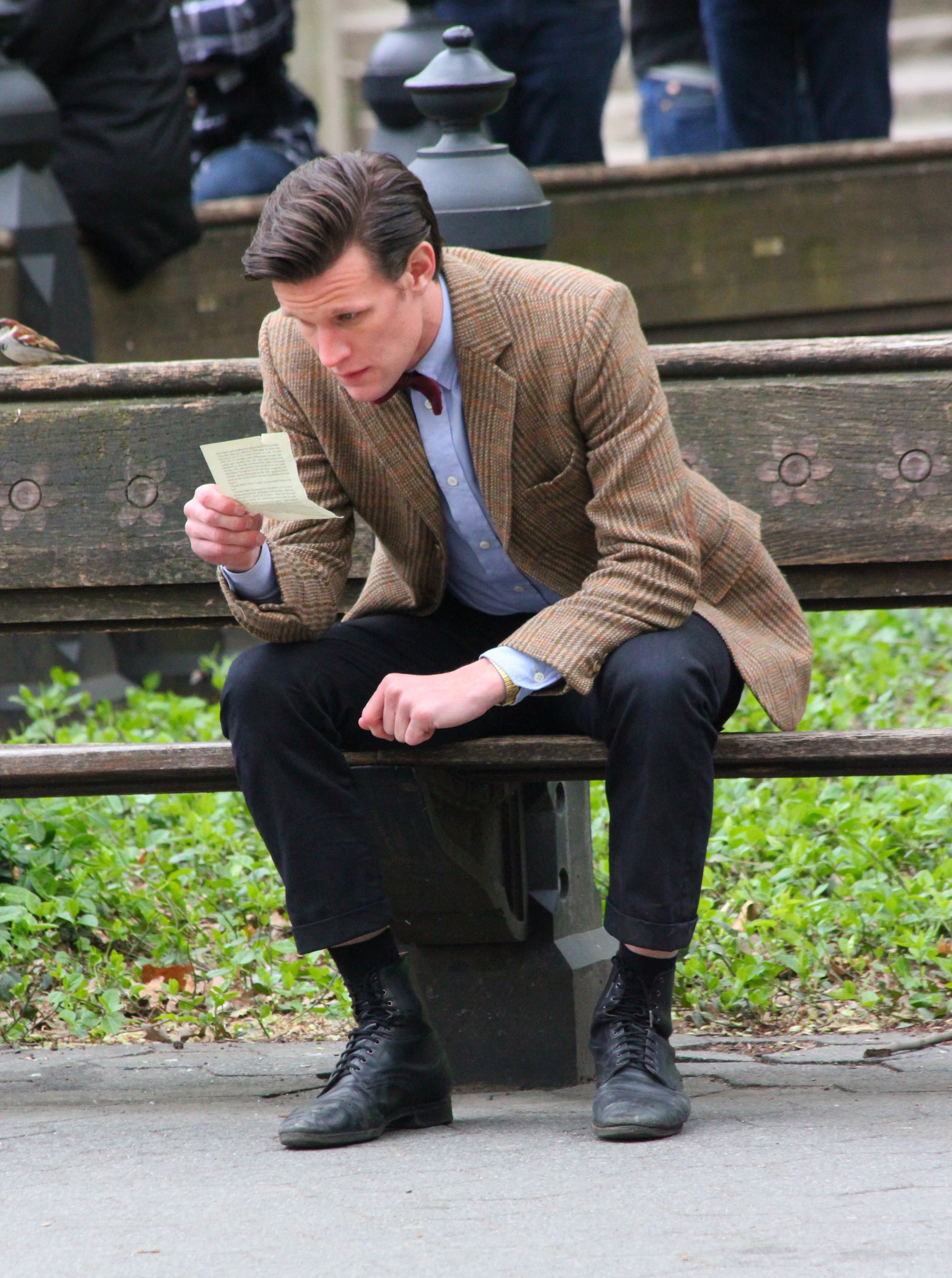
Matt Smith durante as filmagens do episódio no Central Park, Nova Iorque, na parte da cena final onde o Doutor lê o posfácio de Amy Pond.

Gillan se recusou a ler o roteiro por algumas semanas depois de recebê-lo porque "não queria torná-lo real". Ela disse em uma entrevista: "Eu literalmente não conseguia ler sem chorar. Foi a leitura om maior carga emocional que já experimentei. Mas eu não poderia ter pedido uma saída melhor. Não acho que será o que as pessoas esperam." Uma cena escrita por Chris Chibnall mostrando como o pai de Rory, Brian (Mark Williams), ficou ciente do destino dele e Amy não entrou em produção. No entanto, em 12 de outubro de 2012, a BBC lançou um storyboard animado intitulado "P.S." que retratava a cena com narração de Arthur Darvill. É ambientando uma semana depois na linha do tempo de Brian, após "The Power of Three", quando um homem chamado Anthony entrega a ele uma carta de Rory, dizendo que eles nunca retornarão e que Anthony é o filho que eles adotaram em 1946. A cena foi escrita para ser um extra de DVD e não foi filmada devido a restrições de tempo.
A leitura do roteiro de "The Angels Take Manhattan" ocorreu no Upper Boat Studios em 23 de março de 2012, junto com a de "Asylum of the Daleks". O episódio final que Gillan e Darvill filmaram como Amy e Rory foi na verdade o anterior, "The Power of Three". No entanto, Gillan e Matt Smith ficaram muito emocionados ao filmar a cena final do cemitério. A cena de Amy e Rory no telhado foi filmada em um estacionamento em Cardiff, com uma tela verde à qual a paisagem de Nova Iorque foi posteriormente adicionada. Para criar o efeito de queda do prédio, Gillan e Darvill foram suspensos de cabeça para baixo por cabos.  Grande parte do episódio foi filmado no Central Park em abril de 2012. As filmagens contaram com a presença de milhares de fãs americanos, o que surpreendeu o elenco e a equipe. Outras cenas foram filmadas à noite na cidade, bem como no Rio East  em frente à Ponte do Brooklyn e no complexo de apartamentos Tudor City. Moffat estava na cidade de Nova Iorque quando criou a história e achou que era apropriado para os Weeping Angels. Ele a descreveu como "um cenário diferente" para filmar uma história de Doctor Who e fez uso de sua arquitetura. A produtora executiva Caroline Skinner acreditava que o local "tem tanta escala e romance" que "[deu] ao episódio uma atmosfera real e um tom muito diferente para Doctor Who". As filmagens de uma semana na cidade foram realizadas por uma "unidade pequena para os padrões americanos", segundo o produtor Marcus Wilson. Eles não levaram nenhum adereço dos Anjos ou da TARDIS, que foram adicionados na pós-produção. As gravações do episódio também ocorreram em um cemitério na cidade galesa de Llanelli. Durante a pós-produção, o horizonte de Nova Iorque foi inserido nas cenas do cemitério. Gillan insistiu em ler o posfácio de Amy no livro de Melody Malone para Smith quando sua reação foi filmada. Eles não esperavam que fosse na frente de uma multidão no Central Park e Smith disse que tinha que "tratar isso como uma peça". Como o conteúdo era muito secreto, Gillan teve que ler em silêncio e Smith não conseguiu segurar a página real, porque os espectadores poderia tirar uma foto dela. Gillan descobriu que tinha apenas uma página do roteiro e teve que improvisar o resto.
O logotipo da série na sequência de abertura apresenta uma textura mostrando a coroa da Estátua da Liberdade, de acordo com os variados temas de "blockbuster" de cada um dos cinco primeiros episódios da temporada. O início do episódio traz a música "Englishman in New York" de Sting. Em 4 de outubro de 2012, a BBC Books lançou o e-book The Angel's Kiss: A Melody Malone Mystery, uma prequência da história que o Doutor estava lendo no episódio.

## Transmissão e recepção
"The Angels Take Manhattan" foi transmitido pela primeira vez no Reino Unido na BBC One em 29 de setembro de 2012 e na mesma data nos Estados Unidos pela BBC America. Os números preliminares de audiência durante a noite mostraram que foi assistido por 5,9 milhões de espectadores ao vivo, um aumento de 400 000 pessoas em relação à semana anterior. A audiência final consolidada subiu para 7,82 milhões de espectadores, tornando-se o décimo terceiro programa mais assistido da semana na televisão britânica. O episódio também recebeu 0,92 milhões de solicitações no BBC iPlayer, colocando-o em sétimo lugar no mês no site, apesar de estar disponível apenas por alguns dias. Recebeu um Índice de Apreciação do público de 88, o segundo mais alto da temporada, atrás apenas de "Asylum of the Daleks" (89).

### Recepção critica
| Críticas profissionais: | Críticas profissionais: |
| Avaliações da crítica   | Avaliações da crítica   |
| Fonte                   | Avaliação               |
| ----------------------- | ----------------------- |
| Digital Spy             | [ 36 ]                  |
| IGN                     | 9/10                    |
| Radio Times             | [ 38 ]                  |
| SFX                     | [ 27 ]                  |
| The A.V. Club           | A                       |
| The Telegraph           | [ 40 ]                  |
| TV Fanatic              | [ 41 ]                  |

O episódio recebeu críticas positivas. Dan Martin do The Guardian fez um comentário positivo, escrevendo: "Este foi um final adequado para uma era de ouro, e bravo para Steven Moffat por contar uma história tão envolvente e emocional com tanto estilo". Ele também elogiou o conceito dos querubins e dos Anjos em Nova Iorque. No entanto, notou que estava "perplexo" sobre onde na linha do tempo de River o episódio ocorreu. O crítico do The Daily Telegraph Gavin Fuller deu cinco de cinco estrelas, concluindo que "'The Angels Take Manhattan' encerrou esta mini-temporada da série com facilmente o melhor episódio dos cinco: poderoso, tenso, irresistível, cinematográfico e emocionantemente marcante, um encontro com os Anjos restabelecidos como um dos monstros de destaque da série e que deu a Amy Pond uma saída maravilhosa." Embora tenha elogiado todos os quatro atores, ele pensou que Gillan era a estrela e observou que Rory "não recebeu nenhum tipo de despedida. Keith Phipps do The A.V. Club deu a "The Angels Take Manhattan" uma nota "A", atribuindo seu sucesso "à maneira como ele desempenha uma dupla função como uma aventura com reviravoltas e uma história altamente emocional de despedida".
Sam Wollaston, também escrevendo para o The Guardian, escreveu positivamente sobre o fator medo no episódio, assim como a tristeza. Neela Debnath do The Independent descreveu-o como um "canto do cisne maravilhoso para a dupla" e elogiou particularmente a cinematografia "estilosa" e a sensação de perigo. No entanto, ela considerou a "única falha" ser "a regra de que o tempo não pode ser alterado se alguém sabe o que vai acontecer... embora seja provavelmente melhor não questionar o lado temporal das coisas e apenas aceitá-lo e aproveitar a aventura". Matt Risley da IGN avaliou o episódio com uma nota 9 de 10, escrevendo que "se manteve forte como um final sincero e emocional para os companheiros mais antigos da TARDIS (desde o retorno dos anos 2000 do programa, pelo menos), e o melhor episódio da temporada até agora". Risley também elogiou os três protagonistas, embora tenha dito que o episódio "deixou algumas questões sem solução".
O crítico da Digital Spy, Morgan Jeffery, deu a "The Angels Take Manhattan" cinco de cinco estrelas, apesar de notar "buracos na trama... e artifícios narrativos um pouco convenientes demais" e que Rory não teve uma saída heroica. Ele elogiou particularmente a preparação para a saída do casal, bem como o "excelente design de produção". Dave Golder, da SFX Magazine, concedeu ao episódio quatro de cinco estrelas, acreditando que a "saída agridoce" dos Ponds distraiu o espectador de vários problemas narrativos, como a Estátua da Liberdade. Ele achava que Gillan e Darvill "estavam em sua melhor forma", bem como a "atuação brilhante" de Smith e uma "River menos exagerada" e também escreveu positivamente sobre o aspecto noir e os Anjos usando o prédio de apartamentos Winter Quay como uma fazenda. A escritora do The Huffington Post, Maureen Ryan, foi mais crítica ao episódio, preocupando-se que a promoção internacional do programa pela BBC fosse prejudicial ao roteiro. Ele achava que Amy merecia uma saída melhor e "foi deslocado pela presença perturbadora de River Song e pelo fato de que Rory era quem tomava as decisões essenciais primeiro". Ela também não gostou pessoalmente dos dispositivos de " oscilação temporal", comentando que "o tom grande e operístico que o diretor claramente buscava colidia com a atmosfera noir" e que os Anjos "pareciam menos ameaçadores" e o "ritmo era um pouco frenético demais".
O episódio foi indicado ao Prêmio Hugo de 2013 de Melhor Apresentação Dramática (Forma Curta) junto com "Asylum of the Daleks" e "The Snowmen".